# Nazionale maschile under 18 di football americano del Canada
La nazionale di football americano Under-18 del Canada è la selezione maschile di football americano di Football Canada, che rappresenta il Canada nelle varie competizioni ufficiali o amichevoli riservate a squadre nazionali Under-18.

## Risultati
Legenda: Grassetto: Risultato migliore, Corsivo: Mancate partecipazioni

## Dettaglio stagioni

### Tornei

#### IFAF International Bowl
| Stagione | regular season | regular season | regular season | regular season | regular season | regular season | playoff | playoff | playoff | playoff | playoff | playoff   | playoff     |
|          | Vin            | Par            | Per            | Tot            | PF             | PS             | Vin     | Per     | Tot     | PF      | PS      | risultato | avversaria  |
| -------- | -------------- | -------------- | -------------- | -------------- | -------------- | -------------- | ------- | ------- | ------- | ------- | ------- | --------- | ----------- |
| 2014     |                |                |                |                |                |                | 1       | 0       | 1       | 54      | 9       | Campioni  | Stati Uniti |
| 2015     |                |                |                |                |                |                | 1       | 0       | 1       | 25      | 9       | Campioni  | Stati Uniti |
|          |                |                |                |                |                |                |         |         |         |         |         |           |             |
| Totale   |                |                |                |                |                |                | 2       | 0       | 2       | 79      | 18      |           |             |

Fonte: luckyshow.org

### Riepilogo partite disputate
| Anno | Luogo     | Evento             | Fase del torneo | Incontro                         | Risultato |
| 2014 | Arlington | International Bowl | Finale          | Stati Uniti - Canada             | 9 - 54    |
| 2015 | Arlington | International Bowl | Finale          | Stati Uniti - Canada             | 9 - 25    |
| 2016 | Arlington | International Bowl | Exhibition game | Team US Under-19 Select - Canada |           |
| 2016 | Arlington | International Bowl | Finale          | Stati Uniti - Canada             |           |

## Confronti con le altre nazionali
Questi sono i saldi del Canada nei confronti delle nazionali incontrate.

### Saldo positivo
| Nazionale   | Giocate | Vinte | Pareggiate | Perse | PF | PS | Ultima vittoria | Ultimo pari | Ultima sconfitta |
| ----------- | ------- | ----- | ---------- | ----- | -- | -- | --------------- | ----------- | ---------------- |
| Stati Uniti | 2       | 2     | 0          | 0     | 79 | 18 | 2015            | -           | -                |